# Cor Kleisterlee jr.
Cornelis Franciscus (Cor) Kleisterlee jr. (Rotterdam, 9 september 1925 - aldaar, 20 juli 2017) was een Nederlands CDA-politicus.
Kleisterlee was een Rotterdamse rooms-katholieke afgevaardigde, die voortkwam uit de Katholieke Jeugdbeweging. Vanaf 1960 was hij als adjunct-partijsecretaris belast met internationale zaken. Hij zette zich als KVP-Tweede Kamerlid (en na 1977 als CDA'er) onder meer in voor oorlogsslachtoffers, het welzijn van militairen en het jeugdwerk. Hij was voorzitter van de commissie voor Cultuur, Recreatie en Maatschappelijk Werk. Hij behoorde tot de vakbondsvleugel en stond links in de KVP. Kleisterlee was secretaris van de KVP-fractie en later van de CDA-fractie. Enige jaren was hij de eerste ondervoorzitter van de Tweede Kamer.
- Parlement.com: vg09ll29nbt7